# Mapuera (rivier)
De Mapuera (Portugees: Rio Mapuera)  is een Braziliaanse rivier die door de staat Pará stroomt en uitmondt in de Trombetas. 

## Loop
De rivier ontspringt in het noordwesten van de staat Pará. De rivier stroomt zuidwaarts door de inheemse gebieden Terra Indígena Trombetas/Mapuera en Terra Indígena Nhamundá/Mapuera. Vervolgens oostwaarts door de Quilombo gemeenschap Comunidade Quilombola Cachoeira Porteira waar de rivier uitmondt in de Trombetas.

## Zijrivieren
De Mapuera heeft een aantal zijrivieren. In volgorde stroomafwaarts:
- Jauri
- Tauini
- Igarapé Água Branca
- Igarapé da Maria-René
- Baracuxi
- Rio do Veto
- Igarapé Uruá
- Igarapé Assunção
- Acari
- Igarapé Aracu
- Igarapé São Roque
- Igarapé São Francisco
- Igarapé Água Fria
- Igarapé Cachimbo